# Don't Put Your Head in a Bucket
Don't Put Your Head in a Bucket is een album van Belgische punkgroep Red Zebra uit 2002. De plaat verscheen bij Halu/Parsifal.

## Nummers
1. Don't Put Your Head in a Bucket
2. You Suffocate Me
3. A Truth for a Lie
4. Blue Nothing Day
5. Too Far West
6. Burn Camp
7. I Know a Girl, I Know a Boy
8. Mr. President
9. Punks don't Have Barbecues
10. Stuck Song
11. Remember December

## Meewerkende artiesten
Producer: 
- Paul Despiegelaere

Muzikanten:
- Ad Cominotto (keyboards, klavier)
- Geert Maertens (gitaar)
- Guus Fluit (klavier, sampler)
- Johan Isselée (drums)
- Jurgen Surinx (basgitaar)
- Nicolas Delfosse (elektrische gitaar)
- Patrick Riguelle (backing vocals)
- Paul Despiegelaere (gitaar, tamboerijn)
- Peter Slabbynck (zang)